# Liu Xianwei
Liu Xianwei (chinesisch 刘显伟, * 22. Februar 1987 in Qiqihar) ist ein ehemaliger chinesischer Shorttracker.

## Werdegang
Liu trat international erstmals bei den Juniorenweltmeisterschaften 2006 in Miercurea Ciuc in Erscheinung. Dort lief er auf den 11. Platz im Mehrkampf und auf den achten Rang mit der Staffel. In der Saison 2008/09 errang er mit dem zweiten Platz in Sofia sowie mit dem ersten Platz in Dresden in der Staffel seine ersten Podestplatzierungen im Weltcup und gewann bei den Weltmeisterschaften 2009 in Wien die Silbermedaille mit der Staffel. Zudem wurde er bei den Teamweltmeisterschaften 2009 in Heerenveen Vierter. In der folgenden Saison kam er im Weltcup mit der Staffel zweimal auf den dritten sowie einmal auf den zweiten Platz und gewann bei den Teamweltmeisterschaften 2010 in Bormio die Bronzemedaille. Beim Saisonhöhepunkt, den Olympischen Winterspielen 2010 in Vancouver, belegte er den 15. Platz über 1500 m und den vierten Rang mit der Staffel. Außerdem wurde er bei den Weltmeisterschaften 2010 in Sofia Vierter mit der Staffel.
Nach Platz 12 über 1500 m in Québec zu Beginn der Saison 2010/11, erreichte Liu in Changchun mit dem zweiten Platz über diese Distanz seine erste Podestplatzierung im Einzel und in Dresden seinen einzigen Einzelsieg im Weltcup. Bei den Weltmeisterschaften 2011 in Sheffield belegte er mit dem 19. Platz über 1000 m, dem achten Rang über 1500 m und dem vierten Platz über 500 m, den siebten Platz im Platz Mehrkampf. Bei den Winter-Asienspielen 2011 in Astana holte er die Bronzemedaille über 1500 m und bei den Teamweltmeisterschaften 2011 in Warschau die Silbermedaille mit der Staffel. Die Saison beendete er auf dem zweiten Platz im Gesamtweltcup über 1500 m.

## Erfolge

### Olympische Spiele
- 2010 Vancouver: 4. Platz Staffel, 15. Platz 1500 m

### Shorttrack-Weltmeisterschaften
- 2009 Wien: 2. Platz Staffel
- 2010 Sofia: 4. Platz Staffel
- 2011 Sheffield: 4. Platz 500 m, 7. Platz Mehrkampf, 8. Platz 1500 m, 19. Platz 1000 m

### Team-Weltmeisterschaften
- 2009 Heerenveen: 4. Platz
- 2010 Bormio: 3. Platz
- 2011 Warschau: 2. Platz

### Winterasienspiele
- 2011 Astana: 3. Platz 1500 m

### Weltcupsiege

#### Weltcupsiege im Einzel
| Nr. | Datum            | Ort     | Disziplin |
| --- | ---------------- | ------- | --------- |
| 1.  | 19. Februar 2011 | Dresden | 1500 m    |

#### Weltcupsiege mit der Staffel
| Nr. | Datum            | Ort       |
| --- | ---------------- | --------- |
| 1.  | 15. Februar 2009 | Dresden 1 |

## Persönliche Bestleistungen
| Disziplin | Zeit         | Datum            | Ort       |
| --------- | ------------ | ---------------- | --------- |
| 500 m     | 42,523 s     | 12. März 2011    | Sheffield |
| 1000 m    | 1:26,760 min | 13. Februar 2011 | Moskau    |
| 1500 m    | 2:14,046 min | 18. Februar 2011 | Dresden   |
| 3000 m    | 4:53,698 min | 13. März 2011    | Sheffield |